# 14회 농심 신라면배 세계바둑 최강전
14회 농심 신라면배 세계바둑 최강전은 대한민국, 중국, 일본의 국가대항 단체전으로 대한민국이 탈환하여 우승에 성공했다.  

## 대국 결과
| 대국 | 대국일자 | 대국일자  | 차전  | 장소                          | 승자                 | 패자                   | 결과              | 기보                             |
| ---- | -------- | --------- | ----- | ----------------------------- | -------------------- | ---------------------- | ----------------- | -------------------------------- |
| 1    | 2012년   | 10월 16일 | 1차전 | 부산 농심호텔                 | 탄샤오 七단          | 다카오 신지 九단       | 320수 흑 불계승   | [ 깨진 링크 ( 과거 내용 찾기 ) ] |
| 2    | 2012년   | 10월 17일 | 1차전 | 부산 농심호텔                 | 탄샤오 七단          | 이동훈 初단            | 277수 백 반집승   | [ 깨진 링크 ( 과거 내용 찾기 ) ] |
| 3    | 2012년   | 10월 18일 | 1차전 | 부산 농심호텔                 | 탄샤오 七단          | 이다 아쓰시 三단       | 116수 백 불계승   | [ 깨진 링크 ( 과거 내용 찾기 ) ] |
| 4    | 2012년   | 10월 19일 | 1차전 | 부산 농심호텔                 | 이호범 三단          | 탄샤오 七단            | 235수 흑 불계승   | [ 깨진 링크 ( 과거 내용 찾기 ) ] |
| 5    | 2012년   | 11월 26일 | 2차전 | 서울 농심본사                 | 후지타 아키히코 三단 | 이호범 三단            | 254수 백 반집승   | [ 깨진 링크 ( 과거 내용 찾기 ) ] |
| 6    | 2012년   | 11월 27일 | 2차전 | 서울 농심본사                 | 왕시 九단            | 후지타 아키히코 三단   | 154수 백 불계승   | [ 깨진 링크 ( 과거 내용 찾기 ) ] |
| 7    | 2012년   | 11월 28일 | 2차전 | 서울 농심본사                 | 왕시 九단            | 김지석 八단            | 177수 흑 불계승   | [ 깨진 링크 ( 과거 내용 찾기 ) ] |
| 8    | 2012년   | 11월 29일 | 2차전 | 서울 농심본사                 | 왕시 九단            | 안자이 노부아키 六단   | 159수 흑 불계승   | [ 깨진 링크 ( 과거 내용 찾기 ) ] |
| 9    | 2012년   | 11월 30일 | 2차전 | 서울 농심본사                 | 최철한 九단          | 왕시 九단              | 253수 흑 불계승   | [ 깨진 링크 ( 과거 내용 찾기 ) ] |
| 10   | 2012년   | 12월 1일  | 2차전 | 서울 농심본사                 | 최철한 九단          | 무라카와 다이스케 七단 | 174수 백 불계승   | [ 깨진 링크 ( 과거 내용 찾기 ) ] |
| 11   | 2013년   | 2월 26일  | 3차전 | 중국 상하이 그랜드센트럴 호텔 | 최철한 九단          | 천야오예 九단          | 262수 백 불계승   | [ 깨진 링크 ( 과거 내용 찾기 ) ] |
| 12   | 2013년   | 2월 27일  | 3차전 | 중국 상하이 그랜드센트럴 호텔 | 셰허 九단            | 최철한 九단            | 140수 백 불계승   | [ 깨진 링크 ( 과거 내용 찾기 ) ] |
| 13   | 2013년   | 2월 28일  | 3차전 | 중국 상하이 그랜드센트럴 호텔 | 박정환 九단          | 셰허 九단              | 278수 백 1집 반승 | [ 깨진 링크 ( 과거 내용 찾기 ) ] |
| 14   | 2013년   | 3월 1일   | 3차전 | 중국 상하이 그랜드센트럴 호텔 | 박정환 九단          | 장웨이제 九단          | 217수 흑 불계승   | [ 깨진 링크 ( 과거 내용 찾기 ) ] |

결과: 대한민국 우승 (6승 4패), 중국 준우승 (7승 5패), 일본 3위 (1승 5패)